# Riumors
Riumors là một đô thị trong ‘‘comarca’’ Alt Empordà, Girona, Catalonia, Tây Ban Nha.

### Biến động dân số
| 1900 | 1930 | 1960 | 1990 | 2007 |
| ---- | ---- | ---- | ---- | ---- |
| 370  | 389  | 297  | 202  | 189  |

- Biến động dân số từ năm 1717 đến năm 2007

1717-1981: población de hecho; 1990-: población de derecho